# Sebastián Abella
Sebastián Abella (Campana, Buenos Aires, Argentina; 7 de agosto de 1976) es un piloto de automovilismo y político argentino. Desarrolló su carrera deportiva en la categoría nacional TC Pista, donde debutó en el año 1998. Tras varios años como deportista, en el año 2005 comenzaría a desarrollar su carrera política, conquistando en el año 2015 su primera elección como intendente de su localidad natal.
A partir del 10 de diciembre de 2015 es el intendente de la localidad de Campana, cargo que concluirá en el año 2023. A la par de su carrera política, continua desarrollándose deportivamente, teniendo esporádicas participaciones en la divisional TC Pista de la Asociación Corredores de Turismo Carretera. En 2020 debutó en la categoría Top Race V6, donde tuvo desde 2021 una participación más consistente, a la vez de lograr el subcampeonato en la Copa Master de dicha temporada.

## Carrera deportiva
Debutó a nivel nacional en el año 1998, compitiendo en la divisional TC Pista de la Asociación Corredores de Turismo Carretera en el Autódromo Roberto Mouras de la ciudad de La Plata, al comando de un Dodge Cherokee. Tras esa experiencia, retornaría en el año 2002 iniciando una carrera con muchas intermitencias y esporádicas participaciones, hasta el año 2014. Casi todas las competencias que realizó, las desarrolló bajo un equipo de su propiedad, compitiendo preferencialmente sobre unidades Dodge Cherokee, a excepción de 2014 que lo hizo sobre un Chevrolet Chevy. Tras estas participaciones, en 2015 haría un alto para centrarse en su campaña retornó a las pistas (aun siendo intendente) al comando de una unidad Dodge Cherokee, en una minúscula cantidad de competencias.
Sus participaciones lo llevaron finalmente a recibir en el año 2023, el ascenso para competir en la categoría Turismo Carretera. Esta alternativa se produjo como consecuencia de haber alcanzado las 99 carreras en el ámbito del TC Pista, lo cual fue tenido en cuenta por la Comisión Asesora y Fiscalizadora (CAF) de la Asociación Corredores de Turismo Carretera, como argumento principal para otorgar esta licencia.  Su debut se produjo desde la primera fecha del campeonato 2024, al comando de un Chevrolet Chevy del equipo LCA Racing. Sin embargo, tras un fallido arranque por el cual sufrió un serio incidente en los entrenamientos de la primera fecha, lo que terminó provocando la destrucción total del coche, debió cambiar de marca y modelo a partir de la fecha siguiente, pasando a competir al comando de un Torino Cherokee. La particularidad de esta presentación, fue que la misma se dio en el marco de un proceso de renovación del parque automotor de la categoría, del cual a pesar de esto, un pequeño grupo de pilotos finalizó la temporada compitiendo con los modelos antiguos de la categoría, siendo Abella uno de ellos. Finalmente y tras finalizar la temporada 2024, la CAF de ACTC extendería a una temporada más el uso de unidades antiguas para el campeonato de Turismo Carretera, lo que le permitió a Abella presentarse en la primera fecha de la temporada nuevamente al comando de su Torino Cherokee. De esta manera, el piloto de Campana se convirtió en el último piloto de la historia del Turismo Carretera en competir con una unidad basada en uno de los considerados modelos históricos de la categoría, basado en un automóvil de los años 1970.
A la par de sus incursiones en el TC, Abella también ingresó a competir en la categoría Top Race V6, donde debutó en el año 2020, al comando de un Chevrolet Cruze. Sus participaciones en esta categoría continuaron de manera más consistente, teniendo su mejor desempeño en el año 2021, cuando al comando de dicha unidad quedó segundo en la lucha por la Copa Master de Top Race, para pilotos mayores de 45 años, trofeo que fuera ganado por Darío Giustozzi.

## Carrera política
Iniciado en el año 2005, Abella comenzó su carrera política militando en las filas de Propuesta Republicana (PRO), partido bajo el cual daría sus primeros pasos en la política. Durante esos años, participaría en diferentes elecciones para el Concejo Municipal de Campana, sin embargo no sería hasta el año 2013 en el que llegaría su primera gran oportunidad. Previamente, en 2005 encabezaría la lista de concejales de Compromiso para el Cambio, cerrando en un lejano octavo lugar. En los años sucesivos, repetiría la fórmula, siendo referente del tándem Unión-PRO, sin embargo el resultado sería el mismo. Tras estas derrotas, el panorama cambiaría a partir de un giro dado por Abella en el año 2013. Para ello, tomaría la decisión de abandonar el PRO, pasando a las filas del Frente Renovador liderado por el entonces intendente de Tigre Sergio Massa. En su primera intervención dentro de esta escuadra, Abella se presentaría a las elecciones Primarias Abiertas Simultáneas y Obligatorias (conocidas por sus siglas PASO), encabezando una de las listas internas de concejales, siendo finalmente ganador de estos comicios y habilitando su candidatura para edil de Campana. Tras esta consagración, en las elecciones finales el Frente Renovador quedaría por detrás del Frente para la Victoria en cuanto a preferencias, sin embargo Abella finalmente conseguiría acceder a una banca como edil, luego de varios intentos. 
A pesar de este triunfo, la estadía de Abella en el Frente Renovador no duraría mucho y tras dos años como concejal, en el año 2015 volvería a cambiarse de partido político al pasarse a las filas del PRO, preparando de esta forma su campaña para postularse a la intendencia de su localidad. Tras un acuerdo previo con la Coalición Cívica ARI y la UCR, la alianza cambiemos triunfa en las Primarias, Abella conquistaría finalmente la intendencia derrotando a su predecesora Stella Maris Giroldi, con el 46,4% de las intenciones y superando a su contrincante por casi 10 puntos de diferencia. En 2019 quedó imputado junto el titular de la Delegación del Ministerio de Trabajo bonaerense durante el gobierno de Vidal y ex secretario del intendente Sebastián Abella. Está acusado de pedir coimas a empresario de campana Ese mismo año fue reelecto Intendente de Campana a través de la coalición Juntos por el Cambio con el 54,17% de los votos, superó al candidato del Frente de Todos Rubén Romano, quien obtuvo con el 38,02%.
En 2023, fue electo por tercera vez como jefe comunal de Campana obteniendo el 57,04% de los votos, venciendo a Alejo Sarna de Unión por la Patria con el 26,43%.

## Controversias
El 17 de mayo de 2010, Sebastián Abella fue víctima de un secuestro. Sobre este episodio, Abella no descartaba la existencia de un entregador en su entorno. Cinco días después del hecho, la policía logró dar con miembros de la banda secuestradora, siendo detenida entre ellos, una joven de 15 años que se encontraba con Abella al momento del secuestro. Sobre esta joven, se habló en un principio de la existencia de un vínculo amoroso con la víctima.
Por otra parte, fue muy criticado por sus continuos cambios de afiliación política, ya que en 2005 inició su carrera bajo el sello de Compromiso para el Cambio (hoy Propuesta Republicana), para luego desafectarse y pasar a formar parte del Frente Renovador, bajo el cual se presentó como precandidato a concejal en el año 2013, ganando las elecciones primarias y accediendo luego a una banca en el Concejo Municipal. Sin embargo, a pesar de este pase al massismo, nunca quedó clara la desafiliación de Abella del PRO, lo que finalmente terminó dando pie a un nuevo acercamiento por parte del entonces concejal y su regreso definitivo a las filas del partido de Mauricio Macri, en el año 2015. Tras blanquear su situación, presentó su precandidatura a intendente de Campana para las elecciones de 2015, siendo finalmente electo por más del 46% de los votos.
Por último, tras su asunción como intendente en el año 2015, fue cuestionado por el bloque de concejales de Frente para la Victoria, quienes denunciaban que Abella había fijado su sueldo en alrededor de $272 000, una cifra que algunos sectores comparaban con 32 sueldos municipales. Ante estas críticas, el propio intendente desmintió los montos denunciados, pero al mismo tiempo anunció su renuncia a los gastos por representación y terminó fijando su sueldo en $75 000.

## Trayectoria deportiva
| Años    | Categoría                                 | Automóvil            |
| ------- | ----------------------------------------- | -------------------- |
| 1998    | Debut en TC Pista, 1 carrera              | Dodge Cherokee       |
| 2002    | TC Pista, 1 carrera                       | Dodge Cherokee       |
| 2005    | TC Pista, 6 carreras                      | Dodge Cherokee       |
| 2007    | TC Pista, 8 carreras                      | Dodge Cherokee       |
| 2008    | TC Pista, 2 carreras                      | Dodge Cherokee       |
| 2009    | TC Pista, 2 carreras                      | Dodge Cherokee       |
| 2010    | TC Pista, 4 carreras                      | Dodge Cherokee       |
| 2011    | TC Pista, 5 carreras                      | Dodge Cherokee       |
| 2012    | TC Pista, 3 carreras                      | Dodge Cherokee       |
| 2013    | TC Pista, 3 carreras                      | Dodge Cherokee       |
| 2014    | TC Pista, 3 carreras                      | Chevrolet Chevy      |
| 2016    | TC Pista, 4 carreras                      | Dodge Cherokee       |
| 2017    | Torneo de pilotos invitados del TC Mouras | Dodge Cherokee       |
| 2017    | TC Pista, 1 carrera                       | Torino Cherokee      |
| 2018    | TC Pista, 4 carreras                      | Dodge Cherokee       |
| 2019    | TC Pista, 1 carrera                       | Dodge Cherokee       |
| 2020    | TC Pista, 6 carreras                      | Dodge Cherokee       |
| 2020    | Top Race V6, 3 carreras                   | Toyota Camry XV50    |
| 2020    | Top Race V6, 3 carreras                   | Mercedes-Benz C W204 |
| 2021    | TC Pista                                  | Dodge Cherokee       |
| 2021    | Top Race V6                               | Mercedes-Benz C W204 |
| 2021    | Top Race V6                               | Chevrolet Cruze      |
| Fuente: |                                           |                      |

## Palmarés
| Título     | Categoría                  | Automóvil         | Año  |
| ---------- | -------------------------- | ----------------- | ---- |
| Subcampeón | Copa Master de Top Race V6 | Chevrolet Cruze I | 2021 |